# Iron Man: Hypervelocity
Az Iron Man: Hypervelocity Adam Warren író és Brian Denham rajzoló 2007-ben megjelent mini képregénysorozata a Marvel Comics Vasember nevű szuperhősének főszereplésével. A történetben Tony Stark, Vasember, életveszélyes sérüléseket szenved egy rejtélyes mecha-csoport támadása során. Új fejlesztésű páncéljának vészprotokollja átmásolja magába a férfi tudatát. A páncélban tárolt, magára mint Tony Stark 2.0-ra hivatkozó digitális én egyedül indul felkutatni az ismeretlen támadókat.

## A minisorozat megszületése
Adam Warren a Hypervelocityt megelőző jelentősebb írói munkája a Marvel Comics-nál a 2002 folyamán megjelent három részes The Ever-Lovin’, Blue-Eyed End of the World című Fantasztikus Négyes-történet, és a 2005-ös Livewires című minisorozat volt. Az utóbbi a kiadó Marvel Next cégjelzés alatt jelent meg, mely keretei között a Marvel kísérleti jelleggel új szereplőket kívánt bemutatni. Bár a Livewires, hasonlóan a Marvel Next legtöbb új sorozatával együtt, sikertelennek bizonyult, Tom Brevoort szerkesztő egy újabb, Vasember-minisorozat ajánlatával kereste meg Warrent. Az író már néhány évvel korábban benyújtotta a kiadónak egy tizenkét részes történet ötletét a rendszeresen megjelenő Vasember-sorozat számára, melyet azonban akkor elutasítottak. Warren ennek a régi ötletének érdemesnek tartott elemeit és fordulatait használta fel új megbízásához.
Korábbi képregényeitől, mint például a Dirty Pair, Bubblegum Crisis vagy a Gen¹³, a Hypervelocity abban különbözött leginkább, hogy ebben nem egy csoport, hanem egyetlen főhős állt a cselekmény középpontjában, valamint a humor sem kapott hangsúlyos szerepet benne, mint más korábbi munkáiban. Nyilatkozta szerint Warren mindig úgy vélte, hogy Vasember tökéletes lenne a sci-fi és a japán mecha-stílus elemeinek ötvözésére. „Még soha sem láttam olyan Vasember-akciójelenetet, ami megragadta volna azt, amit én szerettem volna látni: nem Vasember puszta erejének, hanem inkább a gyorsaságának, a kinetikus energiájának (előre elnézést kérek a buta megfogalmazásért), »mecha libidójának« hangsúlyozását.” – mondta Warren. Az író emellett úgy érezte, hogy előző minisorozatának, a Livewiresnek rossz eladási statisztikájához annak mangákat idéző képi világa is hozzájárulhatott, ami eltért a Marvel olvasói számára megszokott stílustól. Warren ezt a Hypervelociy esetében mindenképpen kerülni akarta, így még azt az ajánlatot is visszautasította, hogy a füzetek borítórajzait ő készítse el.
Ezzel szemben több, a mangákra és animékre utaló elemet is beleszőtt a képregénybe, de megfogalmazása szerint semmi olyan hivalkodót, amit a köznapi olvasó észrevenne. Ennek szellemében rejtett utalást a történetbe a Livewiresre is, melynek két szereplője, Social Butterfly és Gothic Lolita feltűnik a Hypervelocity egyik paneljén. Warren nyilatkozata szerint a legnehezebb feladat ötletének a valóságba való átültesse közben a minisorozat utolsó számának megírása volt, hogy annak gyors cselekményét huszonkét oldalba sűrítse össze. A Hypervelocitynek a sebesség mellett a zene is fontos eleme. Stark 2.0 a történet során folyamatosan az 1980-as évek metal-együtteseinek dalait hallgatja, köztük például a Ministry Jesus Built My Hotrod című számát. Warren a sorozat utolsó részének cselekményét három perc és huszonkilenc másodpercbe, az Iggy and The Stooges Search and Destroy című dalának játékidejére sűrítette.
Brain Denham szabadúszó rajzolót, akinek Vasember egyik gyermekkori kedvenc képregényhőse volt, a Guru-eFX színezőkből álló csapatában dolgozó ismerősei értesítették Adam Warren új munkájáról, és hogy egy valósághű stílusú rajzolót keresnek hozzá. Mikor Denham megtudta, hogy a Marvel valószínűleg nem őt fogják választani a minisorozat számára, megkérte ismerőseit, hogy küldjék el neki a képregény szkriptjét. Denham ennek alapján néhány nap alatt elkészítette az első tizenegy oldal rajzait és beküldte a szerkesztőségbe. Warren a sorozat képi világát a fény és árnyék erős kontrasztjával képzelte el, melynek Denham munkája tökéletesen eleget tett. Warren mellett a rajzok a kiadó két szerkesztőjére, Tom Brevoortra és Molly Lazerre is meggyőzően hatottak. Denham a továbbiakban Warren igen részletes skiccei alapján dolgozott.
Adam Warren nyilatkozata szerint a legnagyobb különbség eredeti vázlatai és a mű végleges, megjelent változata között a történet Absynthe nevű szereplőjének szövegében volt. Absynthe az eredeti szkriptben folyamatosan megalázó és szexuálisan túlfűtött stílusban beszélt, amin Warrennek tompítania kellett. A történet címe, a Hypervelocity, azaz ’hipersebesség’ Warren magyarázata szerint a sorozat első felében azokra a fegyverrendszerekre utal, egyaránt a történet kitalált világán belül és a valós világban, melyek hiperszonikus, 5 mach-nál nagyobb sebességre képesek gyorsítani a lövedékeiket. A sorozat végére a cím már a sorozat mecha-szereplői által elérhető emberfeletti sebességre utal, melyet mozgásban és gondolkodásban egyaránt képesek elérni.

### Képi világa
Adam Warren a Hypervelocityben kerülni szerette volna a korábbi, általa rajzolt képregények keleti stílusjegyeit, és valóságosabb, a fény és árnyék kontrasztját hangsúlyozó képi világot képzelt el a minisorozat számára. Bár a Hypervelocity rajzolója Brain Denham volt, Warren a képregényhez részletes vázlatokat készített. Warren bevallása szerint rendes körülmények között nem szokott olyan aprólékos és a rajzolót túlságosan korlátozó vázlatokat készíteni a képregényeihez, mint amilyeneket a Hypervelocty esetében tette. Ezt azonban többek között a történet kötöttsége, az általa pontosan elképzelt akciójelenetek, és a cselekmény technológia-orientáltsága tették szükségessé, valamint az, hogy a képregény rajzolóját is csak igen későn sikerült kiválasztani a szerkesztőkkel. A Hypervelocity új Vasember-páncélját Warren tervezte meg, akire hatással volt a Szonoda Kenicsi által, a Bubblegum Crisis című animesorozat számára megalkotott szerelőinek kinézete is. Warren 1994-ben az anime amerikai képregényváltozatán, a Dark Horse Comics által kiadott Bubblegum Crisis: Grand Mal című minisorozaton is közreműködött. Szonoda munkája mellett Warrenre kis mértékben Siró Maszamune művei is hatottak az új páncél megtervezésekor.
Denham a képregény fekete-fehér rajzain teljes egészében digitális eszközökkel dolgozott. A hagyományos ceruza és tus használata helyett Wacom Intuos 2 grafikus táblával közvetlenül a számítógépen készítette el rajzait, majd azokon az Adobe Illustrator 10-es verziójával dolgozott tovább. Denham saját blogján és deviantART-oldalán a képregényben alkalmazott technikák és hatáselem, így például a sebességet érzékeltető vonalak elkészítésének útmutatóját is közzétette. A rajzok színezését a Guru-eFX nevű stúdió munkatársai, Jochen Weltjens és Lee Duhig végezték Adobe Photoshop segítségével. Adam Warren a minisorozat képi világát, annak erős kontrasztjai, hangulatkeltő és erős árnyékolásai és fénytechnikája miatt „tech-noir”-ként jellemezte, melyben Denhamnak a valósághűséget megőrizve sikerült átvennie a mangák jellemzően energikus tempója által ihletett történetet. Denham saját bevallása szerint az ötödik szám harmadik oldalának elkészítése után alkotói holtpontra jutott. Úgy értékelte, hogy addigi legjobb rajzát sikerült elkészítenie a sorozathoz, melyet a továbbiakban már nem lesz képes felülmúlni. Ez néhány napos alkotói válságot eredményezett nála, de miután ismét folytatta a munkát úgy érezte, hogy sikerült rajzolóként továbbfejlődnie.

## A cselekmény
|  | Alább a cselekmény részletei következnek! |

Tony Stark, Vasember új páncélt fejleszt és épít a maga számára. A számos újítás mellett a páncél képes viselője életveszélyes sérülése esetén annak tudatát átmásolni magába, így a kritikus helyzetben úgy tud viselkedni és cselekedni, ahogyan azt maga a viselő is tenné. Miközben a laborban teszteli a páncélt, egy ismeretlen mecha-csoport támad rá, melynek során Stark súlyos sérüléseket szenved és elveszti az eszméletét. A páncél a programját követve átmásolja magába Stark tudatát. A másolat átveszi Stark minden emlékét és személyiségjegyét, saját öntudatában pedig mint Tony Stark 2.0-ra kezd hivatkozni saját magára. Miután Stark 2.0 biztonságba helyezi Stark 1.0-t, vagyis a sérült Tony Starkot, elindul, hogy felkutassa támadóit. Mivel az ismeretlen támadó mechák manipulálta a labor biztonsági kameráinak felvételeit, a S.H.I.E.L.D. nemzetbiztonsági ügynöksége számára úgy tűnik, mintha Starkra saját páncélja fordult volna ellene, és üldözőbe veszik azt.
Stark 2.0 a földalatti mecha mozgalomban keresi támadóit, miközben felfedezi, hogy azok a támadáskor egy vírust juttattak a rendszerébe. A magát Absynthe-nak nevező, és egy nő képében megjelenő vírus megpróbálja törölni Stark 2.0-t és átvenni a páncél irányítását. Stark 2.0 a S.H.I.E.L.D. elől menekülve egyszerre küzd az ellenséges mechákkal és tudatán belül Absynthe-tal, miközben megpróbálja átírni szoftverének hibáit is, amik az emberi gyorsaság szintjéhez kötik reakcióit és gondolkodását.
Időközben fény derül rá, hogy a titokzatos mecha-csoport tagjai, köztük Absynthe is, különböző szervezetek gyilkos kutatásainak áldozatai, akik a Stark páncéljában is alkalmazott tudatáttöltéssel kísérleteztek. A Stark elleni támadás valójában csak elterelés volt, hogy miközben a S.H.I.E.L.D. az elszabadultnak hitt páncélt üldözi, megszállhassák az ügynökség lebegő helibázisát. A végső összecsapásra a S.H.I.E.L.D. létesítményén belül kerül sor. Stark 2.0-nak sikerül túllépni emberi programozásának korlátain és eredményesen szembeszállni a mechkákkal, de eközben a helibázis parancsnoka beindítja a létesítmény nukleáris önmegsemmisítőjét. Stark 2.0 a robbanás előtti tized másodpercekben indul el, hogy megpróbálja leállítani azt.
|  | Itt a vége a cselekmény részletezésének! |

## Megjelenése és fogadtatása
A hat részes Iron Man: Hypervelocity 2007 januárja és júniusa között jelent meg. A havi rendszerességű megjelenésben nem történt csúszás, Brian Denham az első szám megjelenéskor már szinte teljesen befejezte a sorozat oldalainak megrajzolását. A Hypervelocity kiadása egybeesett a Marvel 2006-2007-es nagy, számos kiadványára kiterjedő eseménysorozatával, a Civil Warral. Mivel Warren már régebb óta dolgozott a minisorozat ötletén, az a kiadó kitalált világának kronológiájában a Civil War, valamint a rendszeres megjelenésű Vasember-képregény 2005-ös, Warren Ellis Extremis című történetével újraindított sorozatának eseményei előtt játszódott. Emellett Warren nem is szándékozta szigorúan meghatározott időrendiségbe helyezni a mindössze néhány óra leforgása alatt játszódó történetét a kiadó más füzeteinek eseményeivel.
Az eladási példányszámokból már a Hypervelocity megjelenés közben is érzékelhető volt, hogy viszonylag kevés olvasónak keltette fel az érdeklődését. Warren már a megjelenés közben is úgy érezte, hogy a történetnek biztosan nem lesz folytatása, ezért annak végét sem hagyta nyitva ilyen célra. „…nem akartam egy őrülten erős és gyors ütemben fejlődő Vasembert tengeni-lengeni hagyni a Marvel-univerzumban” – írta később Warren. A minisorozattal szemben támasztott reményekkel ellentétben a Hypervelocity igen gyengén szerepelt az eladási listákon. A Diamond, Észak-Amerika legnagyobb képregény-viszonteladójának adatai szerint míg a minisorozat első száma az eladási lista 67. helyén szerepelt 28 600 darab eladott példánnyal, addig a sorozat utolsó, hatodik száma már a 112. helyre esett vissza és az eladott darabszám is több mint tízezerrel csökkent. Bár értékesítési szempontból a Hypervelocity sikeresebb volt mint Warren előző minisorozata, a Livewires, az író értékelése szerint valójában jóval sikertelenebb, figyelembe véve, hogy a Livewires teljesen új, az olvasók számára ismeretlen szereplőivel szemben a Hypervelocity főszereplője, Vasember a Marvel nagy múltra visszatekintő képregényhőse, saját, rendszeres megjelenésű sorozattal, valamint a szereplő központi szerepet töltött be a kiadó éppen akkor megjelenő Civil War-eseménysorozatában is. Warren a sorozat befejezése után úgy vélte, hogy a Civil War nem volt megfelelő időszak egy olyan Vasember-történet megjelentetése számára, melynek cselekménye nem azzal párhuzamosan, nem azzal összhangban zajlik. Emellett a főszereplő ábrázolása is merőben más volt mindkét történetben. A Marvel az Iron Man: Hyperveloctyt gyűjteménykötetét formájában 2007 szeptemberében adta ki.
Adam Warren nyilatkozata szerint, a Hypervelocity sikerétől függetlenül, a Fantasztikus Négyes és Vasember történetével minden rajongói álma teljesült, melyet a Marvel Comics szereplőihez kötődtek. Az egyetlen, amit még talán szeretne megvalósítani: az 1970-es években megjelent Skull the Slayer című sorozathoz kötődő tervezett lenne.

## Külső hivatkozások
- Iron Man: Hypervelocity Delivers Non-Stop Tech Action (angol nyelven). Marvel.com. Marvel Entertainment
- Brain Denham: Iron Man Art (angol nyelven). Comic artist Brian Denham’s art site. magánkiadás. [2010. június 9-i dátummal az eredetiből archiválva]. (Hozzáférés: 2010. június 26.)